# Annemarie Worst
Annemarie Worst (Nunspeet, 19 dicembre 1995) è una ciclocrossista, ciclista su strada e mountain biker olandese che gareggia per i team 777 (cross) e Fenix-Deceuninck (strada). Nella specialità del ciclocross ha vinto il titolo mondiale Under-23 nel 2017; da Elite si è poi aggiudicata l'argento mondiale nel 2020 e nel 2021, il titolo europeo 2018 e la classifica finale della Coppa del mondo 2019-2020.

## Palmarès

### Ciclocross
- 2016-2017 (Giant Dealerteams)

Campionati del mondo, gara Under-23 (con la Nazionale olandese)
- 2017-2018 (ERA-Circus, una vittoria)

Süpercross Baden, 1ª prova EKZ CrossTour (Baden)
- 2018-2019 (Steylaerts-777, cinque vittorie)

Cyclocross Gieten, 1ª prova Superprestige (Gieten)
Campionati europei, gara Elite (con la Nazionale olandese)
Flandriencross, 3ª prova Sack Zelfbouw Ladies Trophy (Hamme)
Vestingcross Hulst
Internationale Sluitingsprijs (Oostmalle)
- 2019-2020 (777, undici vittorie)

Polderscross, 3ª prova Ethias Cross (Kruibeke)
Radquer Bern, 3ª prova Coppa del mondo (Berna)
Be-Mine Cyclocross, 4ª prova Ethias Cross (Beringen)
Cyklokros Tábor, 4ª prova Coppa del mondo (Tábor)
Flandriencross, 2ª prova Sack Zelfbouw Ladies Trophy (Hamme)
Cyclocross Zonhoven, 5ª prova Superprestige (Zonhoven)
Vlaamse Druivencross (Overijse)
Cyclocross Diegem, 6ª prova Superprestige (Diegem)
Cyclo-cross de Nommay, 8ª prova Coppa del mondo (Nommay)
Parkcross, 7ª prova Ethias Cross (Maldegem)
Internationale Sluitingsprijs (Oostmalle)
- 2020-2021 (777, una vittoria)

Koppenbergcross, 1ª prova X2O Badkamers Trofee (Oudenaarde)
- 2021-2022 (777, tre vittorie)

Duinencross, 7ª prova Coppa del mondo (Koksijde)
Parkcross, 7ª prova Ethias Cross (Maldegem)
Internationale Sluitingsprijs (Oostmalle)
- 2022-2023 (777, sette vittorie)

USPCX Cyclocross – Rochester Cyclocross - Day 1
USPCX Cyclocross – Rochester Cyclocross - Day 2
USPCX Cyclocross – Charm City Cross - Day 1
USPCX Cyclocross – Charm City Cross - Day 2
Parkcross, 7ª prova Ethias Cross (Maldegem)
Internationale Sluitingsprijs (Oostmalle)
Waaslandcross - Sint-Niklaas
- 2023-2024 (Cyclocross reds, una vittorie)

Kermiscross

#### Altri successi
- 2019-2020 (777)

Classifica generale Coppa del mondo

### Strada
- 2022 (Plantur-Pura, una vittoria)

2ª tappa Giro del Belgio (Geraardsbergen > Geraardsbergen)

### Mountain biking
- 2014[1]

European Grand Prix Malmedy, Cross country (Malmedy)
- 2015[1]

prova Benelux Cup, Cross country (Hesperange)
International MTB Races, Cross country (Landgraaf)
- 2016[1]

3ª prova Benelux Cup, Cross country (Landgraaf)
Vayamundo MTB Cup, 5ª prova Benelux Cup, Cross country (Houffalize)
7ª prova Benelux Cup, Cross country (Esch-sur-Alzette)
8ª prova Benelux Cup, Cross country (Sittard-Geleen)
- 2017[1]

Classifica finale Club La Santa 4 Stage MTB Lanzarote, Cross country (Lanzarote)
Havelterberg
Apeldoorn
- 2019[1]

3 Nations Cup - Bar End Trophy, Cross country (Apeldoorn)

## Piazzamenti

### Grandi giri
- Giro d'Italia

2023 : 92ª

### Competizioni mondiali
- Campionati del mondo di ciclocross

Bieles 2017 - Under-23: vincitrice
Valkenburg 2018 - Elite: 14ª
Bogense 2019 - Elite: 4ª
Dübendorf 2020 - Elite: 2ª
Ostenda 2021 - Elite: 2ª
Hoogerheide 2023 - Elite: 6ª
Tabor 2024 - Elite: 7ª
Leuven 2025 - Elite: ritirata
- Campionati del mondo di mountain bike[1]

Pietermaritzburg 2013 - Cross country Junior: 20ª
Hafjell 2014 - Cross country Under-23: 25ª
Vallnord 2015 - Cross country Under-23: 28ª

### Competizioni europee
- Campionati europei di ciclocross

Pontchâteau 2016 - Under-23: ritirata
Tábor 2017 - Elite: 4ª
Rosmalen 2018 - Elite: vincitrice
Silvelle 2019 - Elite: 3ª
Rosmalen 2020 - Elite: 2ª
Drenthe-Col du VAM 2021 - Elite: 7ª
Namur 2022 - Elite: ritirata
Pontchâteau 2023 - Elite: ritirata
- Campionati europei di mountain bike[1]

Berna 2013 - Cross country Junior: 8ª
Chies d'Alpago 2015 - Cross country Under-23: 19ª
Chies d'Alpago 2015 - Staffetta: 7ª
Huskvarna 2016 - Cross country Under-23: 16ª
Huskvarna 2016 - Staffetta: 8ª
Darfo Boario Terme 2017 - Cross c. Under-23: ritirata